# プラヤー・ウィニット・ワナンドーン
プラヤー・ウィニット・ワナンドーン（タイ語: พระยาวินิจวนันดร タイ語発音: [pʰrájāː wínít wánāndɔ̄ːn]; 1890年–1955年7月14日）は、タイの林務官、植物学者である。
グロッバ・ウィニティー（Globba winitii）を含め生涯に10種以上の新種を発見し、タイの植物学者たちからは「タイ植物学の父」（"Father of Thai Botany"）と呼ばれている。

## 異名
英語文献における彼の名は Phya Winit Wanandorn をはじめとして Khun (あるいは Khoon) Winit、Luang Winit、Phra Winit というように様々なものが用いられているが、Winit の前につけられているのはいずれも当時用いられていたバンダーサックという官位であり、彼の官位は Khun/Khoon = ขุน クン、Luang = หลวง タイ語発音: [lǔaŋ] ルワン、Phra = พระ タイ語発音: [pʰrá] プラ、Phya = พระยา タイ語発音: [pʰrá.jāː] プラヤー の順に昇進していった。
一部文献では Wanandorn の代わりに Wanadorn と表記されている事例が見られる。
そのほかに วินิจ โต เมศ タイ語発音: [wínít tōː mêːt] ウィニット・トー・メート や โต โกเมศ タイ語発音: [tōː kōːmêːt] トー・コーメート（英字表記: To Komes）という別名も持つ。

## 経歴
バンコクのチュムバーンラック校（โรงเรียนชุ่มบางรัก）、スワンウバーシカーラーム校（โรงเรียนสุวรรณอุบาสิการาม; 現ワット・スワン วัดสุวรรณ）、アングロ・サイミーズ・スクール校（โรงเรียนแองโกลไซมีสสกูล; 英: Anglo-Siamese School）、サムパンタウォン英語学校（โรงเรียนอังกฤษสัมพันธวงศ์）、マハープルターラーム英語学校（โรงเรียนอังกฤษมหาพฤฒาราม）、スアンクラープ・イングリッシュ校（โรงเรียนสวนกุหลาบอังกฤษ）、ラーチャブーラナ特別高等学校（โรงเรียนมัธยมพิเศษราชบูรณะ）、ラーチャウィタヤーライ校（โรงเรียนราชวิทยาลัย; 現 โรงเรียน ภ.ป.ร. ราชวิทยาลัย ในพระบรมราชูปถัมภ์）、バンコクのペーンティー校（โรงเรียนแผนที่กรุงเทพฯ）といったところで学び、政府からの奨学金で当時英領インドのデーラドゥンにあった森林研究所のインペリアル・フォレスト・カレッジ（英: Imperial Forest College）を卒業した後の1911年4月1日にタイ王国政府森林局に登用された。
森林を巡回する傍ら植物の採取にも勤しみ、初期にはシダ植物や観賞植物、後期は地方のバショウ科植物やミカン科ミカン属（Citrus）に関心の重きを置き、分類学の研究は退官した後も亡くなるまで続けた。

## 業績

### 植物学

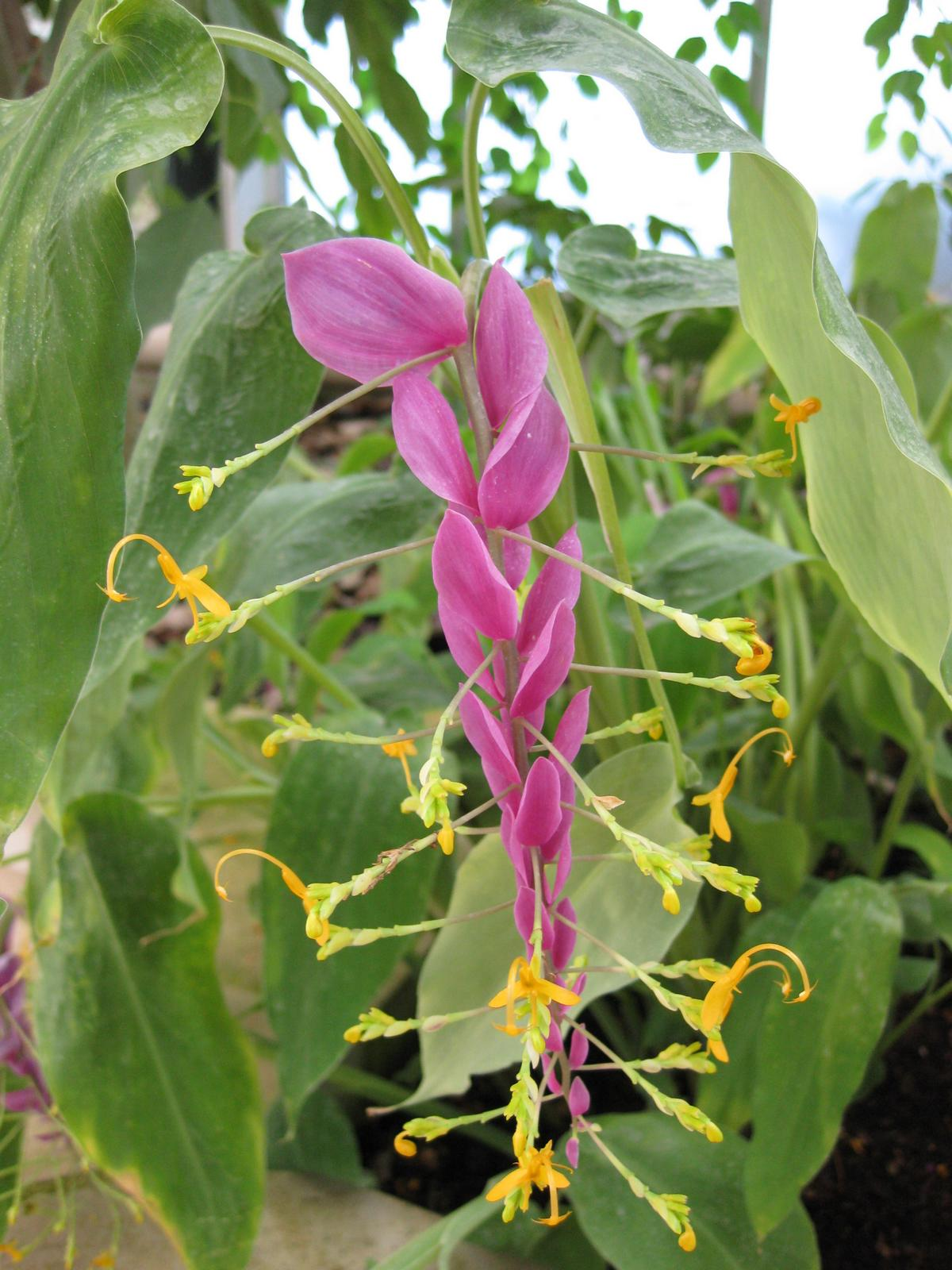
グロッバ・ウィニティー

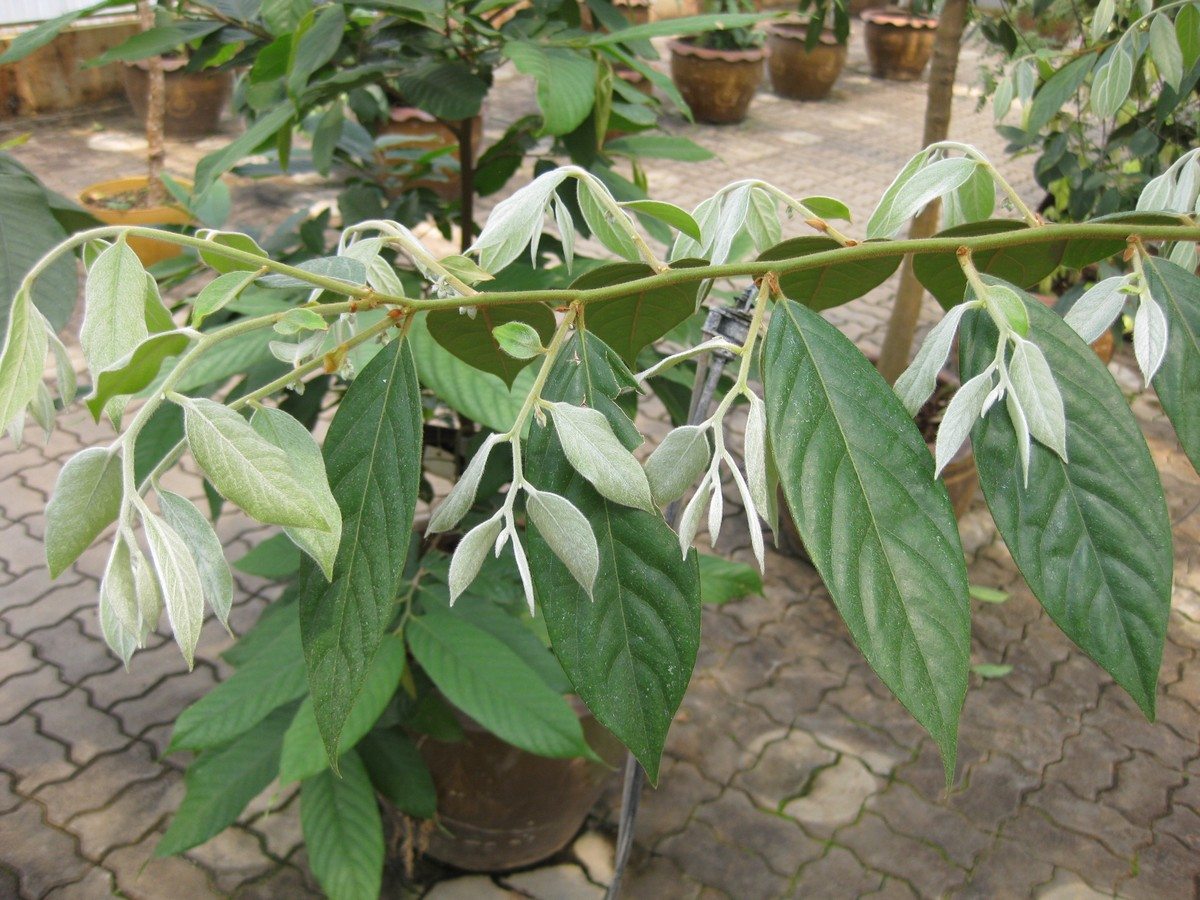
sv

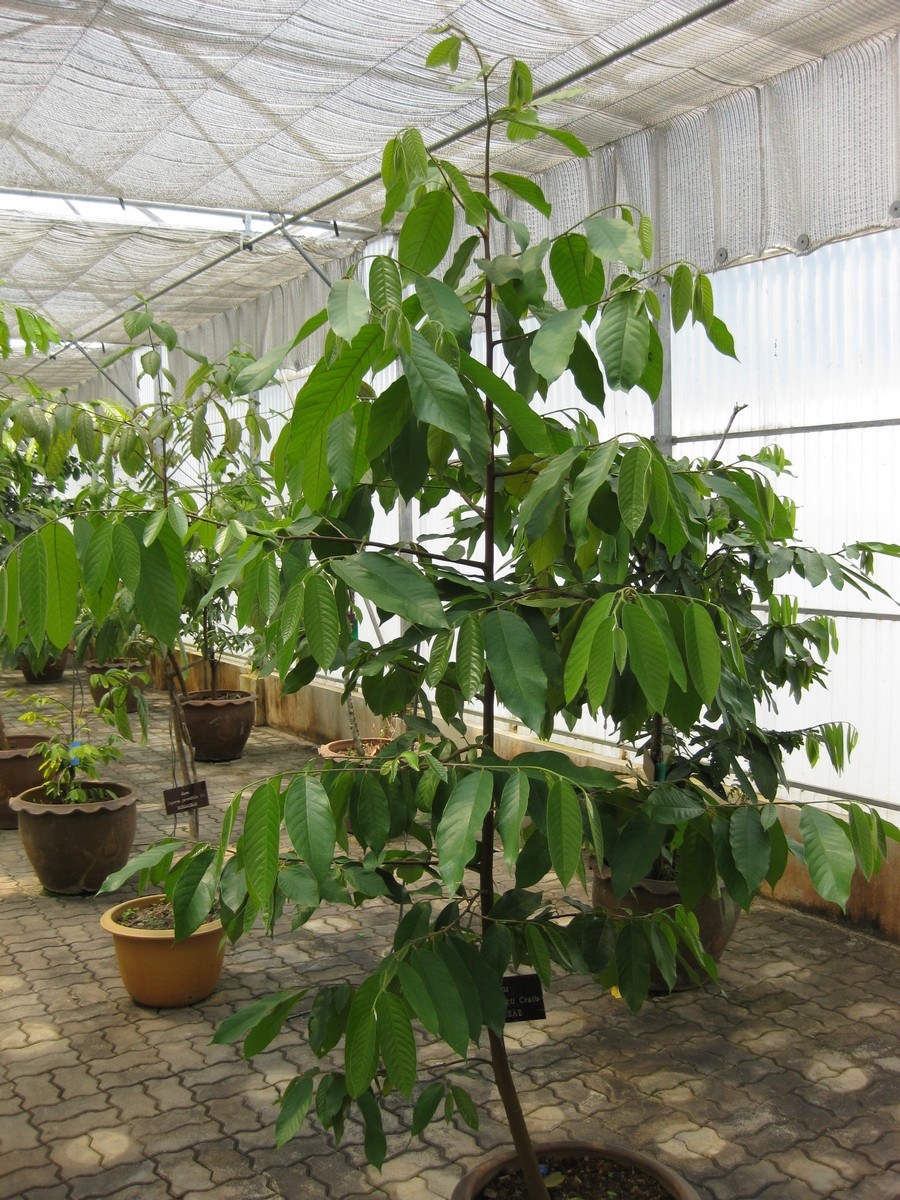

森林局に勤めていた時期にタイ国内で10種以上の新種を発見した。以下ではそのうちチャルームクリン (2014) が雑誌の特集記事中で取り上げたものを紹介することとする。分類情報および分布情報は POWO (2019) に従う。
- Colona winitii (Craib) Craib - タイ語名: ยายถมหาง[9][4] ヤーイ・トム・ハーン、ปอตีนเต่า[10][9] ポー・ティーン・タウ、ยาบสามหาง[10] ヤープ・サーム・ハーン、ยาบช้าง[10] ヤープ・チャーン。アオイ科（旧シナノキ科）の低木あるいは小高木[10]。後にカンボジアからも報告された。
- Combretum winitii Craib - タイ語名: เครือมะถั่วเน่า[9] クルア・マトゥア・ナオ。シクンシ科ヨツバネカズラ属（英語版）のつる植物[11]。タイ固有種。
- Diospyros winitii H.R.Fletcher - タイ語名: มะพลับเจ้าคุณ[9][4] マプラップ・チャオクン。カキノキ科カキノキ属の高木[12]。タイの北部および南西部でのみ確認されている。
- Ehretia winitii Craib - タイ語名: จั่นน้ำ チャン・ナーム。ムラサキ科チシャノキ属（英語版）の小低木[13]。タイ固有種。
- グロッバ・ウィニティー Globba winitii C.H.Wright - タイ語名: กล้วยจะก่าหลวง クルアイ・チャ・カー・ルアン、ข่าเจ้าคุณวินิจ カー・チャオクン・ウィニット[14]。ショウガ科の草本[15]。後にミャンマー（ビルマ）からも報告された。日本でも園芸植物として扱うことが可能である[16]。
- Grewia winitii Craib - タイ語名: ยาบขี้ไก่ ヤープ・キー・カイ、หญ้าชุ่มตอ ヤー・チュム・トー。アオイ科（旧シナノキ科）の低木[17]。タイ固有種。
- Lysiphyllum winitii (Craib) de Wit（シノニム: Bauhinia winitii Craib）- タイ語名: คิ้วนาง キウ・ナーン、อรพิม オーラピム。マメ科のつる植物で、長さ8センチメートル幅4センチメートルの白い花弁を持つ花をつけ、1955年10月26日までの時点でタイ産のバウヒニア属（Bauhinia）として分類されていた種の中では最も大きな花をつけるものとして知られていた[18]。今日においては観用植物として公園や庭園に見られる存在となっている[9]。
- Mitrephora winitii Craib - タイ語名: มหาพรหม マハー・プロム〈大ブラフマー〉。バンレイシ科の小高木[19]。タイ固有種。
- Ridsdalea wittii (Craib) J.T.Pereira（シノニム: Rothmannia wittii (Craib) Bremek.）- タイ語名: หมักม่อ マック・モー。アカネ科の木本。採取者の名義は Witt であるが、プラヤー・ウィニット・ワナンドーンのことを指している[20]。後にベトナム南東部からも報告された。
- Syzygium winitii (Craib) Merr. & L.M.Perry - タイ語名: หว้าเจ้าคุณ ワー・チャオクン。フトモモ科の木本[20]。後にミャンマーでも報告された。

さらに自身もアイルランド出身の植物学者アーサー・フランシス・ジョージ・カー（Arthur Francis George Kerr）と共にムクロジ科の低木 Euphoria scandens（タイ語名: ลำใยเครือ ラムヤイ・クルア）の新種記載を行ったが、これは後にブンチュアン・ブンスック（บุญช่วง บุญสุข）とプラノーム・チャンタラノータイ（ประนอม จันทรโณทัย）の2名により Dimocarpus scandens と分類し直された。
彼が採取した標本はロンドン自然史博物館、キュー植物園、バンコクの国立公園・野生動物・植物保全局に所蔵されている。
またタイの植物名をまとめた หนังสือชื่อพรรณไม้แห่งประเทศไทย（英: Thai Plant Names）の第2巻は亡くなる直前に編集を終え、1960年に出版された。ほかにも ไม้ประดับบางชนิดของไทย（［タイの観賞植物数種］、โรงพิมพ์รุ่งเรืองธรรม、1955年、NCID BB00979942）などを著している。

### 人文学
彼は官位がプラの位であった時期に、今日ではムラブリ（Mlabri）として知られる民族「ピー・トン・ルアン」（タイ語: ผีตองเหลอง ピー・トーン・ルアン;〈黄色い葉の精霊〉の意）に関しても報告を行っているが、彼らの身に着けている腰布や道具類の材料となる植物について具体的な学名を挙げつつ分析している。